# لیشکی (استان ماسوویان)
لیشکی (به لاتین: Liszki) یک روستا در لهستان است که در گمینا رپکی واقع شده‌است.